# Денисихинский сельсовет
Денисихинский сельсовет — упразднённая административно-территориальная единица, существовавшая на территории Московской губернии и Московской области до 1925 и в 1926—1939 годах.
Денисихинский сельсовет был образован в первые годы советской власти. По данным 1923 года он входил в состав Поминовской волости Егорьевского уезда Московской губернии.
В 1925 году Денисихинский с/с был преобразован в Мало-Гридинский с/с, но уже 16 ноября 1926 года из Мало-Гридинского с/с был вновь выделен Денисихинский с/с.
В 1929 году Денисихинский с/с был отнесён к Шатурскому району Орехово-Зуевского округа Московской области. При этом к нему были присоединены Васильевский и Мало-Гридинский с/с.
10 июля 1933 года в связи с ликвидацией Шатурского района Денисихинский с/с был передан в Егорьевский район.
17 июля 1939 года Денисихинский с/с был упразднён. При этом его территория (селения Денисиха, Малое Гридино и Старовасилёво) была передана в Лесковский с/с.